# Костянтинівка (Золочівська селищна громада)
Костянти́нівка — село в Золочівській громаді Богодухівського району Харківської області України. Населення становить 115 осіб.

## Географічне розташування
Село Костянтинівка знаходиться на лівому березі річки Уди, вище за течією на відстані 1 км розташоване село Уди, нижче за течією на відстані 3 км - село Сніги, на протилежному березі - село Баранівка.

## Історія
12 червня 2020 року, розпорядженням Кабінету Міністрів України № 725-р «Про визначення адміністративних центрів та затвердження територій територіальних громад Харківської області», увійшло до складу Золочівської селищної громади.
19 липня 2020 року, в результаті адміністративно-територіальної реформи та ліквідації Золочівського району, село увійшло до складу Богодухівського району.